# Ismar Freund
Ismar Freund (geboren 11. April 1876 in Breslau; gestorben 21. Februar 1956 in Jerusalem) war ein deutscher Jurist und Historiker der preußischen Judenemanzipation.

## Leben
Ismar Freund war ein Sohn des Kaufmanns Isidor Freund und der Cäcilie Nothmann. Er studierte an der Universität Breslau Jura und Volkswirtschaft (Promotion 1900) und absolvierte das Jüdisch-theologische Seminar. Er war von 1902 bis 1938 hauptamtliches Vorstandsmitglied und Syndikus der Jüdischen Gemeinde zu Berlin und Mitbegründer des Preußischen Landesverbandes jüdischer Gemeinden. Ab 1905 war er Dozent für Staatskirchenrecht an der Hochschule für die Wissenschaft des Judentums.
1905 heiratete er Elise Graetzer (1880–1970), das Paar hatte zwei Söhne, Peter (1906–1982) und Paul (geboren 1909) sowie eine Tochter Marianne (1913–2006).
Im November 1938 wurde Freund zusammen mit seinem Sohn Peter für zwei Wochen im KZ Buchenwald inhaftiert. 1939 konnte er mit seiner Frau nach Palästina emigrieren. Auch den drei Kindern gelang die Flucht aus Deutschland. Ismar Freund ließ sich in Jerusalem nieder, wo er sich am Aufbau des künftigen Staates Israel beteiligte. So verfasste er 1947 einen Entwurf für eine Verfassung des jüdischen Staates.
Ismar Freunds Grabstätte befindet sich auf dem Jerusalemer Har Menuchot Cemetery Givat Shaul.

## Veröffentlichungen (Auswahl)
- Die Regentschaft nach preußischem Staatsrecht. Marcus, Breslau 1900 (Zugl.: Breslau, Univ., Diss., 1900).
- Die Rechtsstellung der Juden im preußischen Volksschulrecht: nebst den bezüglichen Gesetzen, Verordnungen und Entscheidungen. Guttentag, Berlin 1908.
- Die Emanzipation der Juden in Preußen: unter besonderer Berücksichtigung des Gesetzes vom 11. März 1812; ein Beitrag zur Rechtsgeschichte der Juden in Preußen, 2 Bde. Poppelauer, Berlin 1912.
- Entwurf einer Verfassung für eine Gesamtorganisation des deutschen Judentums im Auftrage des D.I.G.B. für den XV. Gemeindetag. Selbstverlag des D.I.G.B. 1920.
- Der Judenhaß; ein Beitrag zu seiner Geschichte und Psychologie. Philo-Verlag, Berlin 1922.[2]
- Die Rechtstellung der Synagogengemeinden in Preußen und die Reichsverfassung: ein Beitrag zur Revision der bisherigen Gesetzgebung. Philo-Verlag, Berlin 1926.
- Palestine before the world's forum. Mass, Jerusalem 1946.
- Diaspora und Israel, Selbstverlag, Jerusalem 1950.